# Râul Codru
Râul Codru este un curs de apă, afluent al râului Almaș. 

## Hărți
- Harta județului Hunedoara
- Harta munților Apuseni